# Najdi mě
Najdi mě (v anglickém originále: Find Me) je román z roku 2019 od spisovatele Andrého Acimana. Román sleduje životy Samuela „Samiho“ Perlmana, jeho syna Elia a Olivera, postav z Acimanova předchozího románu Dej mi své jméno z roku 2007.

## Děj
Román je rozdělen do čtyř částí: Tempo, Cadenza, Capriccio a Da capo. Každá z částí se zaměřuje na pohled a vyprávění jiné postavy.

### Tempo
V roce 1993, deset let po událostech knihy Dej mi své jméno, nasedá Samuel Perlman do vlaku směřujícího do Říma, aby navštívil svého dospělého syna Elia, nadaného klavíristu. Samuel, rozvedený znalec klasické literatury, je přesvědčen, že nejlepší kapitoly svého života už má dávno za sebou. Zaujme ho však pozoruhodná mladá žena, která sedí naproti němu. Jejich rozhovor plyne bez námahy a okamžitě mezi nimi vzniká zvláštní pouto – jako by si dokonale rozuměli, ačkoliv se neznají.
Po příjezdu do Říma Miranda Samuela pozve, aby s ní a jejím otcem strávil den. Během společných nákupů, vaření a stolování mezi nimi rozkvétá nečekaný románek. Jejich spojení působí jako náhoda – dvě spřízněné duše, které se setkaly v okamžiku osudového vzrušení. Stanou se milenci a Samuel, uchvácený nově objevenou vášní, požádá Mirandu, aby s ním žila v jeho domě na pobřeží. Miranda bez váhání souhlasí a opouští svého přítele, aby mohla být se Samuelem.
Když se Miranda seznámí s Eliem, přijme ji do jejich důvěrného otcovsko-synovské tradice – poklidných procházek Římem, při nichž navštěvují místa s osobním významem. Ačkoliv je mezi Mirandou a Samuelem silná vzájemná přitažlivost, oba zůstávají skeptičtí vůči trvalosti lásky a obávají se její možné všednosti. Přesto dál hledají hlubší intimitu a věří, že jejich spojení je výsledkem něčeho téměř mystického. Pro Samuela toto hluboké pouto představuje něco, po čem dlouho toužil, ale nikdy neočekával, že to nalezne tak pozdě v životě.

### Cadenza
V roce 1998 se Elio usadí v Paříži, kde působí jako koncertní pianista a vyučuje hudbu na konzervatoři. Jednoho večera se zúčastní recitálu Floriánského kvarteta v kostele, kde se setká s Michelem – výrazným a charismatickým mužem. Vzájemná přitažlivost je okamžitá a oba se dohodnou, že se znovu uvidí. Jejich sbližování začíná schůzkou, po níž následuje další, a brzy se jejich vztah prohlubuje ve vášnivé pouto.
Michel a Elio v sobě nacházejí útěchu – jejich spojení je něžné i elektrizující. Jak spolu tráví čas – občas rozpačitě, ale často intimně – sdílejí příběhy o minulých láskách. Michel vnímá, že Elio je stále svázán vzpomínkami na Olivera, bývalého milence. Jejich rozhovory se posouvají k filozofickým tématům, zejména k otázkám osudu: Michel přijímá jeho nevyhnutelnost, zatímco Elio zůstává skeptický.
Během cesty do rodné země Michel odhalí záhadnou sonátu – památku po svém otci, kterou složil muž jménem Léon, o němž má podezření, že mohl být otcovým tajným milencem. Elio, jemuž tuto skrytou část historie Michel svěří, si skladbu přehraje na klavír a zjistí, že nejde o sonátu, nýbrž o kadenci – improvizační pasáž, ve které se mísí fragmenty známých skladeb. K jeho překvapení se v díle z roku 1944 prolínají motivy z Kol Nidre, což naznačuje, že Léon byl Žid. Elia to zaujalo, pátral dál a zjistil, že Léon byl ve skutečnosti Ariel Waldstein, hudebník z Floriánského kvarteta – právě toho souboru, který tehdy vystupoval v kostele, kde se s Michelem setkali. Waldstein byl zavražděn v koncentračním táboře poté, co se odmítl vzdát svých houslí.
Zatímco se Elio připravuje na nadcházející turné ve Spojených státech, kde se po patnácti letech hodlá znovu setkat s Oliverem, Michel tiše přiznává, že on není tím, s kým by měl Elio zůstat.

### Capriccio
V roce 2003 pořádají Oliver a jeho žena Micol ve svém newyorském bytě, který brzy opustí, rozlučkové setkání. Oliver, uznávaný akademik, trávil studijní volno na univerzitě ve městě, ale nyní se s Micol chystají vrátit do New Hampshire. Mezi hosty jsou dvě osoby, které v něm cosi probudí: Erica, okouzlující žena, s níž se seznámil na hodině jógy, a Paul, charismatický kolega. Jejich pozvání nebylo náhodné – oba ho přitahují.
Během večera Oliver osciluje mezi rolí hostitele a tichého pozorovatele, krade si letmé okamžiky s Ericou i Paulem, přesto však z jeho zájmu nic nevyplyne. Když Paul usedne ke klavíru a zahraje pro hosty, Olivera zaplaví dávno potlačené vzpomínky na Elia. Jakmile večírek skončí, Micol odchází a nechává Olivera o samotě – s jeho myšlenkami, cigaretou a sklenkou v ruce.
Ve své samotě si představuje rozhovor s Bachem o tom, jaký vliv má hudba na lidskou duši, a pak si vybaví výměnu názorů s Eliem, v němž se společně ohlížejí za svou minulostí. Nakonec usíná a zdá se mu sen o sexu s Ericou i Paulem zároveň. Navzdory své lásce k Micol a jejich zdánlivě harmonickému partnerství zůstává Oliver neklidný – pronásleduje ho to, co mohlo být, a co navzdory času přetrvává v jeho srdci.

### Da capo
Krátce poté Oliver definitivně opouští své manželství a nachází cestu zpět k Eliovi – v Samuelově domě na pobřeží. Samuel zemřel a zanechal po sobě Mirandu a jejich sedmiletého syna Ollieho. Ačkoliv od jejich posledního setkání uplynulo mnoho let, Oliver a Elio znovu oživují svůj milostný vztah a znovu objevují vášeň, kterou kdysi sdíleli.
Dům, v němž nyní přebývají duchové minulosti i přítomnost Mirandy, Ollieho a Eliovy matky, však v Eliovi vyvolává rozporuplné emoce. Přemítá, zda na jejich dávném vztahu nelpí více než Oliver, ale své pochybnosti nevyjadřuje – koneckonců, Oliver obětoval mnohé, aby s ním mohl být.
Oba touží po společné samotě, a tak se vydávají na cestu podél pobřeží Středozemního moře, kde konečně vysloví své nejhlubší pocity. Mluví o lásce, touze a neúprosné přitažlivosti, která je navzdory času a vzdálenosti stále pevně poutá k sobě. Nakonec si uvědomují to, co ve skutečnosti věděli vždy: celý život strávili čekáním na návrat toho druhého.

## Pozadí
1. prosince 2017 Aciman na otázku ohledně plánovaného pokračování Dej mi své jméno odpověděl: „problém s pokračováním je, že potřebujete zápletku“. Dne 3. prosince 2018 pak na svém twitterovém účtu oznámil, že pracuje na pokračování. Název románu a datum vydání byly oficiálně potvrzeny 20. března 2019.

## Vydání
Román vydalo nakladatelství Farrar, Straus and Giroux 29. října 2019. Audioknihu čte herec Michael Stuhlbarg, který ztvárnil Eliova otce Samiho Perlmana ve filmové adaptaci Dej mi své jméno. Před vydáním, 11. října 2019, zveřejnilo Vanity Fair exkluzivní úryvek z románu spolu se dvěma ilustracemi Jenny Kroikové.